# La Atarazana

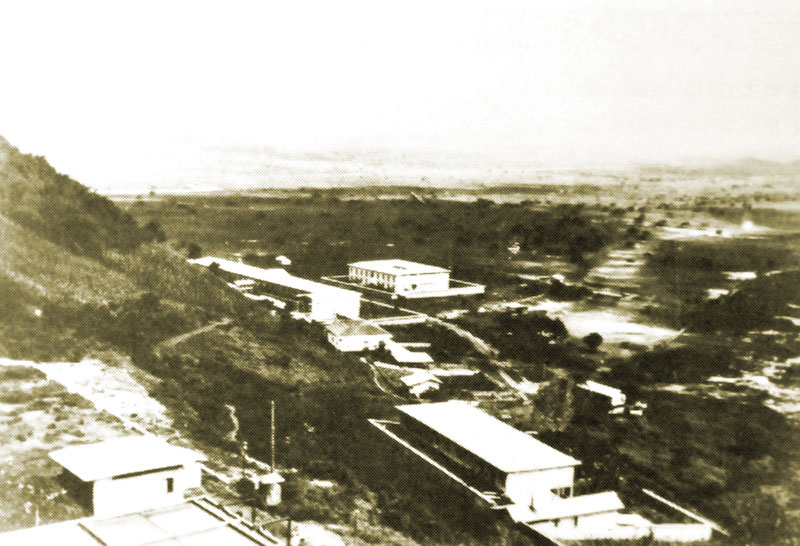
La Atarazana a principios del.

La Atarazana es un barrio que se encuentra al norte de la ciudad de Guayaquil, Ecuador, creado en los años 60. En el sector se ubican el Hospital de niños Roberto Gilbert Elizalde, el Hospital de la mujer Alberto Guillermo Paulson Andrade y el hospital de Solca, así como los colegios Francisco Campo Coello, José Pino Ycaza y la escuela Velasco Ibarra.

## Historia
El barrio de la Atarazana nació en el sector en donde se ubicaba la hacienda del nombre La Tarazana. Esta hacienda y la de Mapasingue eran las más grandes de la ciudad. Su nombre surge de los galpones que recibían el nombre de "atarazanas", en que se guardaban municiones y armas y donde se le daban los toques finales a los barcos en construcción. El sector fue usado en tiempos de la colonia como astillero de la ciudad, pero a medida que la ciudad siguió su crecimiento hacia el sur, los constructores de barcos se mudaron al ahora llamado Barrio del Astillero. En 1896 la Junta de Beneficencia de Guayaquil compró el terreno de la hacienda por 60.000 sucres.
En la década 1960, el Banco Ecuatoriano de la Vivienda compró 350.000 metros cuadrados de terreno a la Junta de Beneficencia para construir lo que se sería su primera urbanización en el país. Las casas empezaron a entregarse en 1966. En 1969 se realizó una consulta para decidir el nombre de la urbanización, entre Amazonas y La Atarazana, finalmente se decidió por el segundo, que es el nombre que ha llevado desde entonces.
Durante la década de 1980, el entonces alcalde de Guayaquil, Jorge Perrone Galarza, hizo adoquinar los callejones del barrio, pues estos eran de tierra.
El 22 de octubre de 1989 un avión de la Fuerza Aérea Ecuatoriana se estrelló en el lugar, accidente por el cual fallecieron diez personas.